# Campanula lehmanniana
Campanula lehmanniana är en klockväxtart som beskrevs av Aleksandr Andrejevitj Bunge. Campanula lehmanniana ingår i släktet blåklockor, och familjen klockväxter.

## Underarter
Arten delas in i följande underarter:
- C. l. capusii
- C. l. integerrima
- C. l. lehmanniana
- C. l. pseudohissarica